# Asura flavagraphia
Asura flavagraphia är en fjärilsart som beskrevs av Van Eecke 1929. Asura flavagraphia ingår i släktet Asura och familjen björnspinnare. Inga underarter finns listade i Catalogue of Life.